# FBA Type C
Die FBA Type C war ein Doppeldecker-Flugboot des Donnet-Lévêque-Typs, das während des Ersten Weltkriegs in Frankreich und in Großbritannien produziert wurde. Sie war baugleich mit der FBA Type B, jedoch mit einem stärkeren Motor ausgestattet.

## Geschichte und Konstruktion
Die FBA Type C diente hauptsächlich der Bekämpfung von U-Booten. Sie wurde von einem 130 PS starken Umlaufmotor von Clerget-Blin angetrieben. Der Neunzylinder-Umlaufmotor war zwischen den Tragflächen aufgehängt und trieb einen Propeller in Pusher-Konfiguration an. Die beiden Sitzplätze für den Piloten und den Beobachter waren nebeneinander angeordnet. Um das Flugboot besser in einem Hangar eines Flugzeugmutterschiffs zu verstauen, waren die Flügel klappbar. Durch den Leistungsanstieg von 30 PS gegenüber der FBA Type B erreichte sie eine höhere Endgeschwindigkeit. So stiegen auch die Chancen der deutschen Luftwaffe zu entkommen. Außerdem wurde sie standardmäßig mit einem Maschinengewehr ausgestattet.
Obwohl die Gefahr durch deutsche U-Boote 1915 stetig angestiegen war, bestellte die Französische Marine zunächst keine weiteren Flugboote. Das Vereinigte Königreich und Italien besaßen zu dieser Zeit wesentlich mehr FBA-Flugboote. Erst 1916 bestellten sie 180 Maschinen der FBA Type C für den Kampfeinsatz und 150 zur Ausbildung von Piloten. Weitere Nutzer waren Russland und Italien. Die Kaiserlich Russische Marine kaufte 30 Flugzeuge dieses Typs. Wladimir Alexandrowitsch Lebedew kopierte die FBA Type C und baute 34 Flugboote.

## Technische Daten

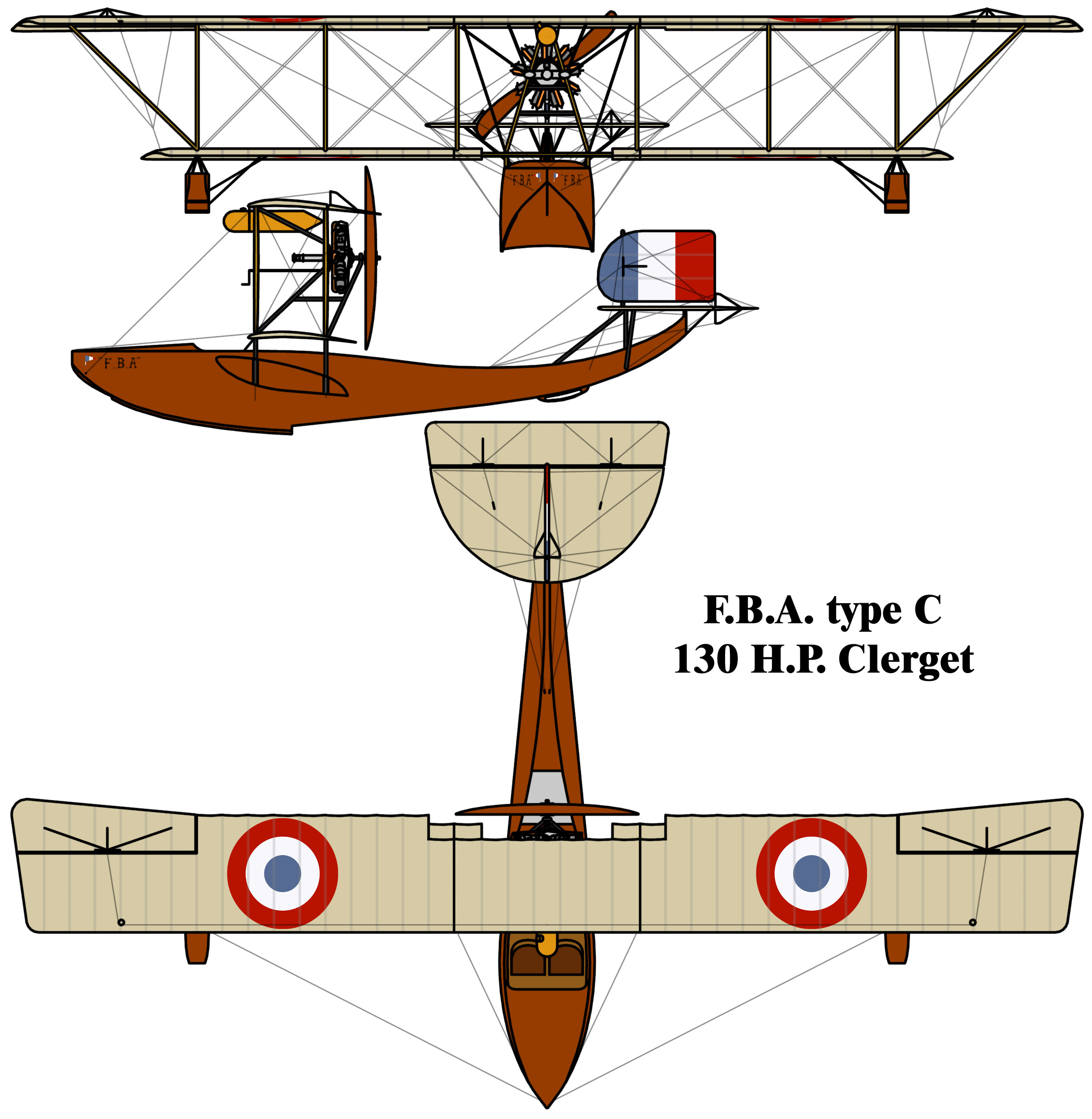
Zeichnung der FBA Type C

| Kenngröße             | Daten                                          |
| --------------------- | ---------------------------------------------- |
| Besatzung             | 2                                              |
| Länge                 | 9,14 m                                         |
| Spannweite            | 13,71 m                                        |
| Höhe                  | 2,92 m                                         |
| Flügelfläche          | 32 m²                                          |
| max. Startmasse       | 940 kg                                         |
| Höchstgeschwindigkeit | 110 km/h                                       |
| Dienstgipfelhöhe      | 3500 m                                         |
| Reichweite            | 320 km                                         |
| Triebwerke            | 1 × Umlaufmotor Clerget 9 B mit 130 PS (96 kW) |
| Bewaffnung            | Bomben und 1 × Maschinengewehr                 |